# Polyrhachis bicolor
Polyrhachis bicolor är en myrart som beskrevs av Smith 1858. Polyrhachis bicolor ingår i släktet Polyrhachis och familjen myror.

## Underarter
Arten delas in i följande underarter:
- P. b. atrocastanea
- P. b. aurata
- P. b. aurinasis
- P. b. bicolor
- P. b. brachyacantha
- P. b. comata
- P. b. concolor
- P. b. erecta
- P. b. exflavicornis
- P. b. fumata
- P. b. nigripes
- P. b. weyeri